# El Calabacito
El Calabacito è un comune (corregimiento) della Repubblica di Panama situato nel distretto di Los Pozos, provincia di Herrera. Si estende su una superficie di 34 km² e conta una popolazione di 617 abitanti (censimento 2010).